# استان معسکر
استان معسکر (به عربی: ولایة معسکر) یک استان در الجزایر است که در شمال غربی این کشور واقع شده‌است.

## خصوصیات
استان معسکر ۵٬۹۴۱ کیلومترمربع مساحت و ۷۸۰٬۹۵۹ نفر جمعیت دارد.